# USS LST-955
O USS LST-955 foi um navio de guerra norte-americano da classe LST que operou durante a Segunda Guerra Mundial.